# Junus-biek Jewkurow
Junus-biek Bamatgiriejewicz Jewkurow (ros. Юнус-бек Баматгиреевич Евкуров, ur. 23 lipca 1963 we wsi Tarskoje, rejon prigorodny, Północnoosetyjska ASRR) – rosyjski wojskowy i polityk narodowości inguskiej, w latach 2008–2019 prezydent Inguszetii, od 2019 wiceminister obrony narodowej Rosji.

## Życiorys
W 1982 rozpoczął służbę w Armii Radzieckiej jako żołnierz piechoty morskiej Floty Oceanu Spokojnego. W 1989 ukończył studia w Szkole Oficerskiej Wojsk Powietrznodesantowych w Riazaniu, w 1997 w Akademii Wojskowej im. Michaiła Frunzego, a w 2004 w Wojskowej Akademii Sztabu Generalnego Sił Zbrojnych Federacji Rosyjskiej.
Służył w rosyjskich Wojskach Powietrznodesantowych, m.in. jako szef sztabu 217 gwardyjskiego pułku spadochronowo-desantowego 98 Gwardyjskiej Dywizji Powietrznodesantowej w Iwanowie.
W 1999 dowodził rosyjskimi oddziałami w Kosowie. Według niektórych źródeł osobiście kierował akcją zajęcia przez rosyjskich żołnierzy lotniska w Prisztinie. Udziału Jewkurowa w tej operacji nie potwierdził jednak pułkownik Siergiej Pawłow dowodzący brygadą biorącą udział w desancie w Prisztinie. Za udział w wykonywaniu zadań bojowych w Kosowie został w 2000 uhonorowany tytułem Bohatera Federacji Rosyjskiej.
W kolejnych latach brał udział w operacjach rosyjskich sił zbrojnych na Północnym Kaukazie, m.in. w II wojnie czeczeńskiej. Kierował m.in. akcją odbicia 12 rosyjskich jeńców.
Od 2004 pełnił funkcję zastępcy szefa zarządu wywiadu, a następnie zastępcy szefa sztabu Nadwołżańsko-Uralskiego Okręgu Wojskowego w Jekaterynburgu. Ze służby odszedł w stopniu generała majora.
30 października 2008 prezydent Federacji Rosyjskiej Dmitrij Miedwiediew wniósł do rozpatrzenia przez Zgromadzenie Narodowe Republiki Inguszetia kandydaturę Jewkurowa na stanowisko prezydenta Inguszetii w miejsce zdymisjonowanego Murata Ziazikowa. Dzień później inguski parlament zatwierdził jego kandydaturę.
22 czerwca 2009 został ciężko ranny w zamachu terrorystycznym. W wyniku wybuchu zginął co najmniej jeden funkcjonariusz konwojujący prezydenta, a trzech zostało rannych. Jewkurow w stanie ciężkim został przetransportowany do szpitala w Moskwie, gdzie przebywał do 10 sierpnia 2009. Po powrocie z Moskwy przystąpił ponownie do wykonywania obowiązków prezydenta republiki.
W 2019 zakończył pełnienie funkcji prezydenta Inguszetii i został mianowany wiceministrem obrony Federacji Rosyjskiej.

## Odznaczenia
- Order Czerwonej Gwiazdy
- Order Męstwa
- Medal „Za Odwagę” (dwukrotnie)
- Order „Za zasługi wojskowe”
- Bohater Federacji Rosyjskiej